# NGC 2063
NGC 2063 é um aglomerado aberto na direção da constelação de Orion. O objeto foi descoberto pelo astrônomo William Herschel em 1783, usando um telescópio refletor com abertura de 18,6 polegadas. 